# Zeebryggeräden

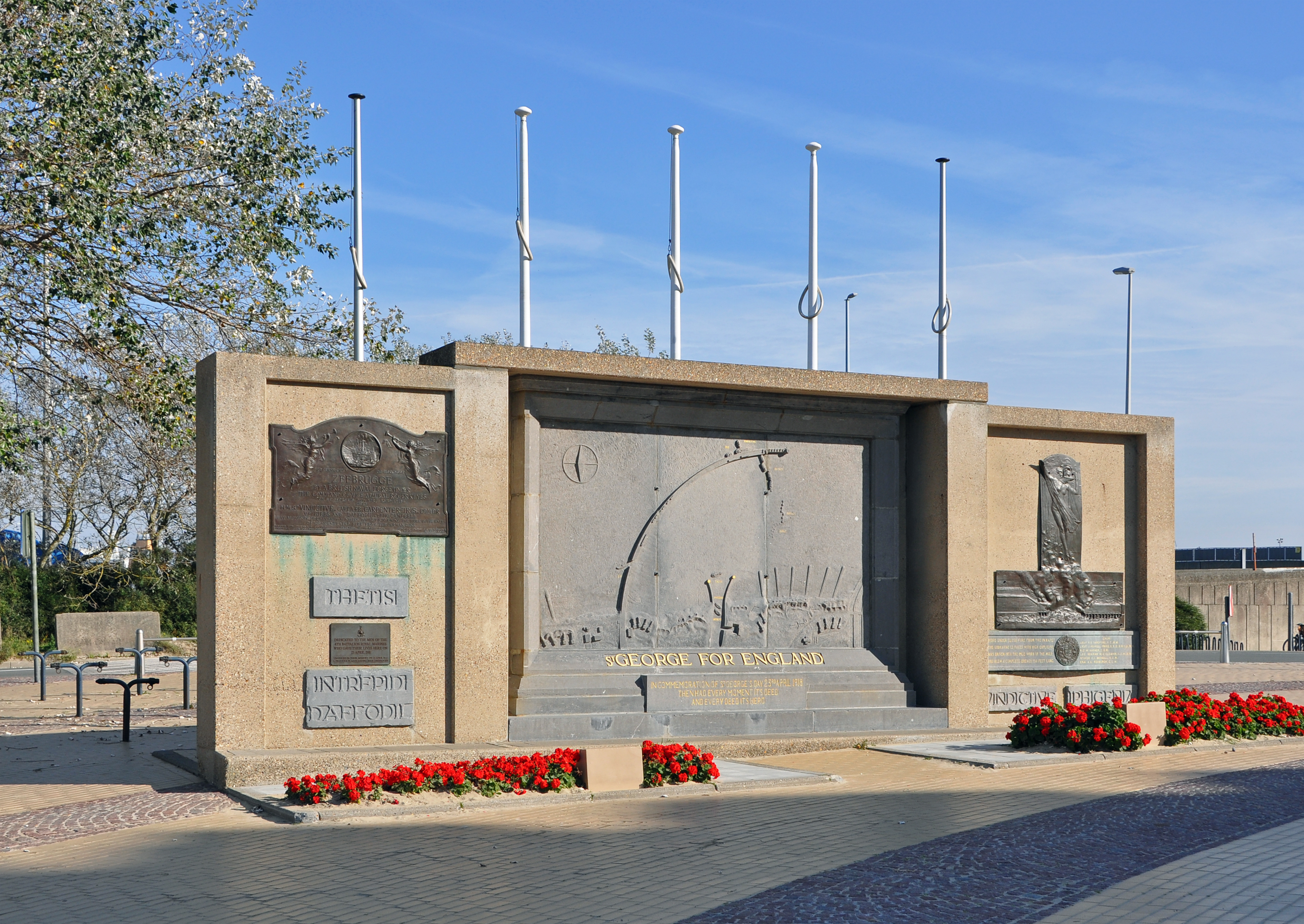
Zeebrygge minnesmärke

Zeebryggeräden var en brittisk sjöräd under det första världskrigets sista år, den 23 april 1918. Trots att de tyska ubåtsräderna i stort sett hade upphört 1918, fortsatte ubåtarna att utgöra ett allvarligt hot mot de allierades fartygstrafik, speciellt i Engelska kanalen. Många av de tyska ubåtarna som rörde sig här var stationerade vid de belgiska hamnarna Zeebrygge och Oostende som båda var förbundna med en kanal till Brygges inre hamn där många ubåtar och jagare befann sig. Det brittiska amiralitetet hade ofta fört upp tanken på att neutralisera dessa baser men aktionen blev inte av förrän viceamiral Roger Keyes, kommendör för Doverpatrullen utvecklade en plan för att blockera hamnarna. Omkring 75 fartyg, under Keyes ledarskap, deltog i räden som började under de tidiga morgontimmarna den 23 april 1918.
Ett avledande anfall utfördes mot den långa Zeebryggepiren, där 200 marinsoldater landsteg från den gamla kryssaren HMS Vindictive och två Merseyfärjor, Daffodil och Iris II, som hade modifierats till landstigningsfartyg. Vindictive skadades svårt av den tyska kanonelden och tog inte i land på den planerade platsen. Marinsoldaterna hade i uppdrag att förstöra tyska kanonpositioner och att spränga installationer. De kom dock omedelbart under svår eldgivning och kunde inte utföra alla sina uppdrag. Viadukten som förband piren till fastlandet hade utsetts att förstöras av detoneringen av två gamla brittiska ubåtar som hade fyllts med sprängämnen av vilka den ena lyckades utföra uppgiften.
Samtidigt navigerade de tre föråldrade kryssarna HMS Thetis, HMS Intrepid och HMS Iphigenia med sin last av cement in i innerhamnen under kraftig beskjutning från de tyska batterierna. Thetis nådde inte kanalmynningen och man var tvungen att borra henne i sank i förtid efter att hon skadats svårt av den tyska elden. De två övriga fartygen sänktes dock vid kanalens smalaste läge. 
Vindictive och de övriga fartygen drog sig tillbaka och avslutade den djärvt utförda expeditionen. Britterna hade lidit förluster på omkring 200 döda och ett stort antal sårade. Under denna historia utmärkte sig ett stort antal personer och 11 Viktoriakors utdelades. Keyes själv adlades. Operationen gav orsak till en brittisk moralhöjning trots att den enbart delvis var en framgång. Tyskarna arbetade dock snabbt och enbart två dagar efter räden hade man vidgat kanalen så att ubåtar kunde passera, i mitten av maj kunde även jagare passera.
Räden mot Oostende, som utfördes samtidigt, var ett fullständigt misslyckande. De två blockadskeppen misslyckades att nå hamnmynningen. Ytterligare ett försök att stänga kanalen vid Oostende utfördes den 9 maj. Även denna misslyckades när blockadskeppen körde på grund i den täta dimman.